# Remlingen-Semmenstedt
Remlingen-Semmenstedt ist eine Gemeinde im Landkreis Wolfenbüttel (Niedersachsen), die zum 1. November 2016 durch den Zusammenschluss der Gemeinden Remlingen und Semmenstedt entstand. Remlingen-Semmenstedt ist zweitgrößte Gemeinde nach Fläche und die drittgrößte nach Einwohnerzahl in der Samtgemeinde Elm-Asse.

## Geografie
Das Gemeindegebiet erstreckt sich südlich der Asse, wo sich auch die Schachtanlage Asse befindet, über eine fruchtbare Lößlehm- und Schwarzerdelandschaft mit wenig Waldflächen, die zum Ostbraunschweigischem Hügelland gehört. Höchster Punkt ist die Remlinger Herse mit 234 m Höhe, der niedrigste liegt im Westen des Gemeindegebiets an der Grenze zu Kissenbrück mit 84 m. Das Gebiet um Remlingen entwässert hauptsächlich westlich zur Oker, die Gegend um Semmenstedt südöstlich zum Großen Graben im Großen Bruch.

## Gemeindegliederung
Folgende Ortsteile gehören zur Gemeinde Remlingen-Semmenstedt (Einwohnerzahlen am 30. September):
- Groß Biewende (279)
- Klein Biewende (213)
- Remlingen (1205)
- Semmenstedt (477)
- Timmern (169)

## Politik

### Gemeinderat
Der Rat der Gemeinde Remlingen setzt sich aus 13 Mitgliedern zusammen. Die Ratsmitglieder werden durch eine Kommunalwahl für jeweils fünf Jahre gewählt.
Bei der Kommunalwahl 2021 ergab sich folgende Sitzverteilung:
| Gemeinderat 2021Insgesamt 13 Sitze - SPD: 6 - Grüne: 1 - CDU: 6 CDU und Grüne bilden eine Gruppe | Gemeindewahl 2021Wbt.: 64,82 % 50403020100 47,81 %42,95 %9,24 % CDUSPDGrüne |

### Bürgermeister
Horst Rollwage (CDU) ist Bürgermeister der Gemeinde Remlingen-Semmenstedt. Stellvertretende Bürgermeister sind Ursula Petersen-Stessl (SPD) und Jan Fischer (CDU).

## Wappen

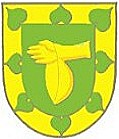
Wappen von Groß Biewende
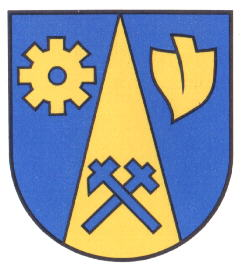
Wappen von Remlingen
Wappen von Semmenstedt
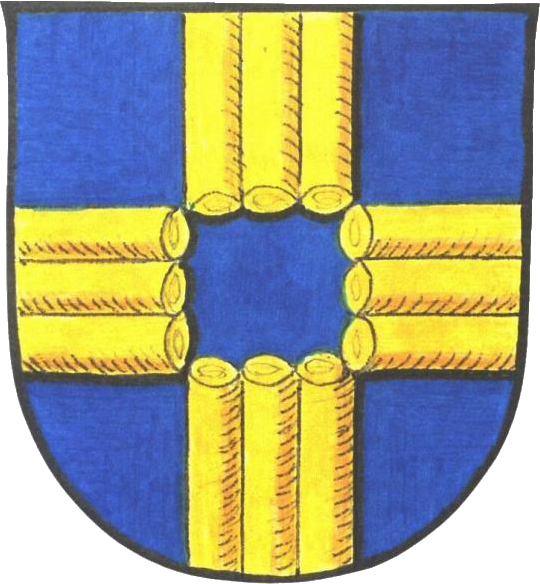
Wappen von Timmern
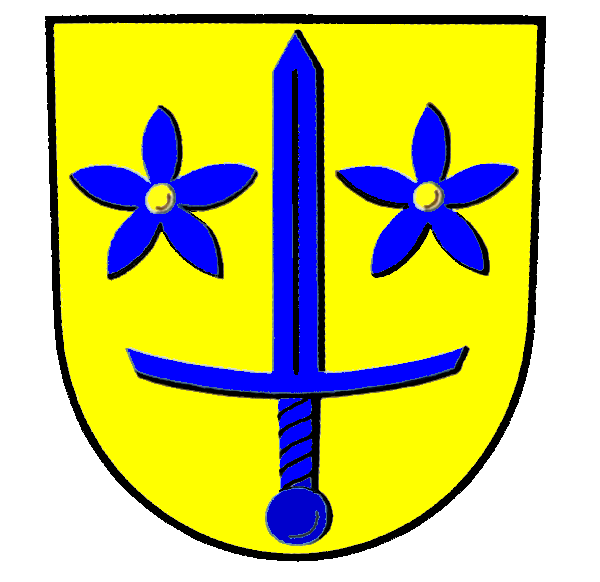
Wappen von Klein Biewende

## Verkehr
Die Bundesstraße 79 (Wolfenbüttel–Halberstadt) verläuft durch die Gemeinde. In Semmenstedt kreuzt sie die Bundesstraße 82, die von Schöppenstedt nach Goslar führt. Weitere Straßen sind die Landesstraße 512 von der B 82 nach Börßum, die Landesstraße 513 von Remlingen nach Kissenbrück sowie verschiedene Kreisstraßen.

## Persönlichkeiten
- Wilhelm Meyer (* 7. Februar 1929 in Remlingen; † 9. Mai 2002 ebenda), Politiker, Abgeordneter im Landtag von Niedersachsen